# Mame Younousse Dieng
Mame Younousse Dieng (1939 - 1 tháng 4 năm 2016) là một nhà văn người Senegal. Tiểu thuyết Aawo bi của bà là một trong những tiểu thuyết đầu tiên của người Senegal bằng tiếng Wolof. Bà cũng làm thơ và dịch quốc ca sang ngôn ngữ đó.

## Tác phẩm
- Aawo bi, 1992 - bằng tiếng Wolof
- L'Ombre en feu, Nouvelles Editions Africaines du Sénégal (1997), ISBN 2-7236-1108-6 - bằng tiếng Pháp